# Jesús Aller Manrique
Jesús Aller Manrique (Gijón, 1956) es un geólogo y escritor español. Fue profesor de Geodinámica Interna de la Universidad de Oviedo hasta su jubilación en 2018. Su investigación se desarrolló principalmente sobre la geología del macizo varisco del noroeste de la península ibérica y sobre el análisis cinemático de los procesos naturales de plegamiento en las rocas. Su actividad literaria es esencialmente poética, aunque incluye también un libro de viajes por Asia. Con ecos dadaístas en sus comienzos, su obra evoluciona después hacia un estilo más personal en el que combina textos poéticos en verso y en prosa. Sus últimos trabajos, en los que predominan las formas clásicas, se encuentran notablemente influidos por la psicología budista y la teoría social anarquista, entre las cuales trata de encontrar una síntesis. Desde 2005 es colaborador habitual del periódico digital Rebelión. 
Su producción abarca los siguientes títulos.
- Pájaro sobre el mar, Gijón 1980. Segunda edición, Gijón 1988.
- Non serviam, Oviedo 1987.
- Teoría del centro, Oviedo 1990.
- Asia, alma y laberinto, Llibros del pexe, Gijón 2002.
- Recuerda, Llibros del pexe, Gijón 2004.
- Subhuti, Llibros del pexe, Gijón 2006.
- Los dioses y los hombres, KRK, Oviedo 2012.
- Los libros muertos, KRK, Oviedo 2019.